# Allenwood (Irlanda)
Allenwood es una localidad situada en el condado de Kildare de la provincia de Leinster (República de Irlanda), con una población en 2016 de 981 habitantes.
Se encuentra ubicada al este del país, a poca distancia al oeste de Dublín.